# Dante Gabriel Rossetti
Dante Gabriel Rossetti (/ˈdænti ˈɡeɪbriəl rəˈzɛti/; 12 tháng 5 năm 1828 – 9 tháng 4 năm 1882) – nhà thơ, dịch giả, họa sĩ Anh gốc Ý, một trong những người sáng lập trào lưu Tiền Raphael (Pre-Raphaelites) nổi tiếng trong hội họa và thi ca Anh nửa cuối thế kỷ XIX.

## Tiểu sử
Dante Gabriel Rossetti sinh ở London trong một gia đình trí thức, là con trai cả của Gabriel Pasquale Giuseppe Rossetti và Frances Polidori, là anh trai của Christina Rossetti, William Michael Rossetti và Maria Francesca Rossetti – cả bốn anh em đều là những nhà thơ, nhà văn, nhà phê bình, họa sĩ nổi tiếng của nước Anh.

Chân dung tự họa

Năm 1848 Dante Gabriel Rossetti làm quen với William Holman Hunt ở triển lãm của Viện Nghệ thuật Hoàng gia. Hunt giúp Rosseti vẽ xong bức tranh "Tuổi thơ của Đức mẹ Đồng Trinh Maria" và giới thiệu Rosseti với họa sĩ John Everett Millais. Thế rồi họ cùng nhau lập ra trào lưu Tiền Raphael và công bố tuyên ngôn nghệ thuật của mình.
Năm 1850 Dante Gabriel Rossetti in bài thơ đầu tiên The blessed damozel (Cô gái linh thiêng) lấy cảm hứng từ The Raven (Con quạ) của Edgar Poe. Năm 1870 ông in tập Poems by D. G. Rossetti (Thơ D. G. Rosseti). Toàn bộ thơ của ông tập hợp thành cuốn Ballads and sonnets (Thơ ballad và thơ sonnet) in năm 1881. Dante Gabriel Rossetti phủ nhận chức năng xã hội của văn học, chỉ thừa nhận mỗi giá trị thẩm mỹ. Thơ ông là thơ phi đạo đức, mang nội dung thần bí và đề cao tình dục, lý tưởng hóa quá khứ, thi vị hóa tôn giáo, né tránh những vấn đề chính trị và xã hội, phủ nhận những cải cách của thập niên 30 – 50 thế kỷ XIX. Ông đi tìm những hình tượng lãng mạn của John Keats và Samuel Taylor Coleridge.

## Một bài thơ
| Tình yêu lên ngôi Những sức mạnh mà con tim dễ thương Bờ môi sự thật, ánh mắt hy vọng Và vinh quang tro tàn thêm đôi cánh Quá khứ sáng bừng bóng tối Oblivion. Tuổi trẻ đẹp xinh với mái tóc vàng Rất vô tình từ bờ vai đổ xuống Trong vòng tay tuổi trẻ đầy âu yếm Đời kết hoa cho cái chết đăng quang. Tình lên ngôi không với những thứ trên Mà say mê gặp gỡ và ly biệt Tình lên ngôi ngoài mọi điều ao ước Dù yêu thương và hy vọng đã lường Khát khao sự thật, đạt đến vinh quang Tuổi trẻ hân hoan, đời là mật ngọt. Bản dịch của Nguyễn Viết Thắng | Love Enthroned I marked all kindred Powers the heart finds fair:- Truth, with awed lips; and Hope, with eyes upcast; And Fame, whose loud wings fan the ashen Past To signal-fires, Oblivion’s flight to scare; And Youth, with still some single golden hair Unto his shoulder clinging, simce the last Embrace wherein two sweet arms held him fast; And Life, still wreathing flowers for Death to wear. Love’s throne was not with these; but far above All passionate wind of welcome and farewell He sat in breathless bowers they dream not of; Though Truth foreknow Love’s heart, and Hope foretell, And Fame be for Love’s sake desirable, And Youth be dear, and Life be sweet to Love. |